# Isothecium mertensii
Isothecium mertensii är en bladmossart som beskrevs av Brotherus 1907. Isothecium mertensii ingår i släktet svansmossor, och familjen Brachytheciaceae. Inga underarter finns listade i Catalogue of Life.